# Klampflgraben
Der Klampflgraben ist ein rund 0,4 Kilometer langer, rechter Nebenfluss der Kainach in der Steiermark.

## Verlauf
Der Klampflgraben entsteht im östlichen Teil der Gemeinde Kainach bei Voitsberg, im östlichen Teil der Katastralgemeinde Kainach, nordwestlich des Hauptortes Kainach bei Voitsberg sowie südlich des Wirtshauses Blütl und des Plietlgrabens. Er fließt zuerst in einem flachen Linksbogen und danach in einem flachen Linksbogen insgesamt nach Nordosten. Im Nordosten der Katastralgemeinde Kainach mündet er nördlich des Hauptortes und südöstlich des Wirtshauses Blütl etwa 100 Meter westlich der L341 in die Kainach, die danach etwas nach rechts abbiegt. Auf seinem Lauf nimmt der Klampflgraben keine anderen Wasserläufe auf.